# 朝倉景紀
朝倉 景紀（あさくら かげとし/かげのり/かげただ）は、戦国時代の武将。朝倉氏9代当主・朝倉貞景の四男。越前国敦賀郡司。

## 生涯
越前の大名で10代当主・朝倉孝景の弟で、朝倉宗滴の養子となった。
養父に劣らず武勇に長け、大永7年（1527年）の京都出陣、享禄4年（1531年）の加賀国出陣に従軍し活躍した。享禄4年（1531年）頃に敦賀郡司職に就く。郡司職は永禄元年（1558年）頃に嫡男・景垙へ譲るが、その後も敦賀郡司家を代表して軍事行動を行い、永禄4年（1561年）5月、若狭武田氏の要請で朝倉軍総大将として出陣し逸見氏の叛乱を鎮圧している。また、永禄6年（1563年）から永禄11年（1568年）にかけて若狭国三方郡の粟屋勝久を攻撃、刈田狼藉を繰り返している。
しかし、永禄7年（1564年）9月2日、加賀出陣の際、景垙が朝倉景鏡と大将の座を巡り争いを起こし、敗れて陣中で自害すると、憤慨して景垙の子を連れて自領へ隠居した。以後、両者は激しく対立し、足利義昭が一乗谷に入った際も、席次を巡って争いを起こし、一方が義昭の元へ伺候すると一方は不参するという有様だった。
その後、織田信長の金ヶ崎城攻略により子・景恒が没落し、敦賀郡司職も廃止され、失意のうちに死去した。

## 人物
永禄3年（1560年）に一乗谷で行われた連歌会の興行担当や、永禄5年（1562年）の曲水宴の歌会にも参加するなど、義父・宗滴と同じく和歌・連歌などにも造詣が深い文武両道の人物であったとされる。

## 系譜
- 父：朝倉貞景（1473-1512） - 宗淳孝景
- 母：斎藤利国娘
- 養父：朝倉宗滴（1477-1555）
- 室：不詳
  - 長男：朝倉景垙（?-1564）
  - 次男：朝倉景恒（?-1570）
  - 女子：福富秀勝室